# Crête des Gittes
La crête des Gittes est une montagne de France culminant à 2 539 mètres d'altitude dans le massif du Mont-Blanc, en Savoie.

## Géographie
Elle se présente sous la forme d'une crête longue d'environ deux kilomètres de longueur située entre les versants du Beaufortain et de la Tarentaise et culminant à 2 538 mètres d'altitude. Avec les roches Merles et le rocher du Vent à l'ouest de l'autre côté du col de la Sauce et la pointe de Mya à l'est, elle fait partie des sommets les plus méridionaux du massif du Mont-Blanc, face au massif du Beaufortain au nord, à l'ouest et au sud et aux Alpes grées à l'est.

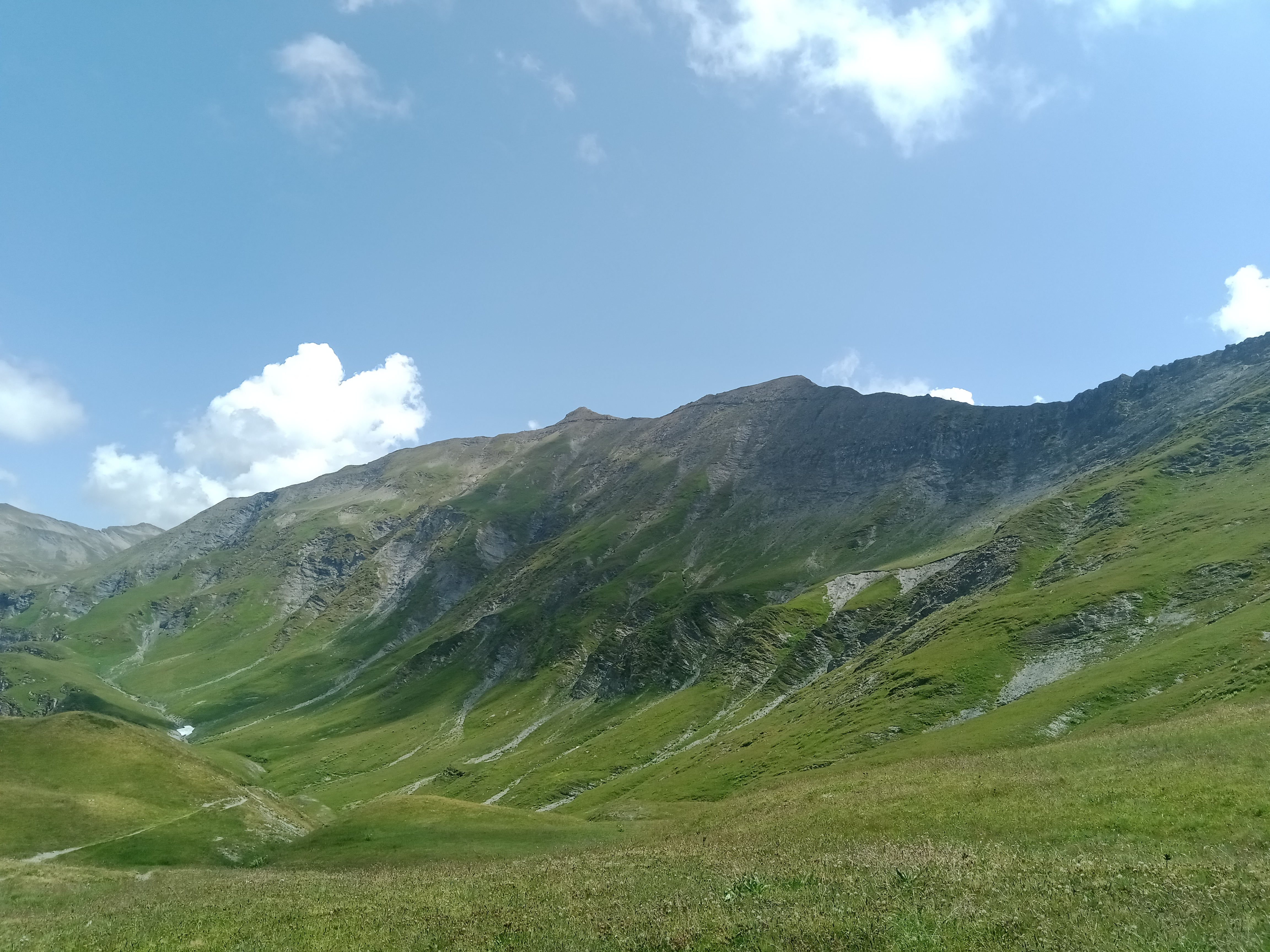
L'ubac de la crête des Gittes vue depuis le col de la Sauce au sud-ouest.

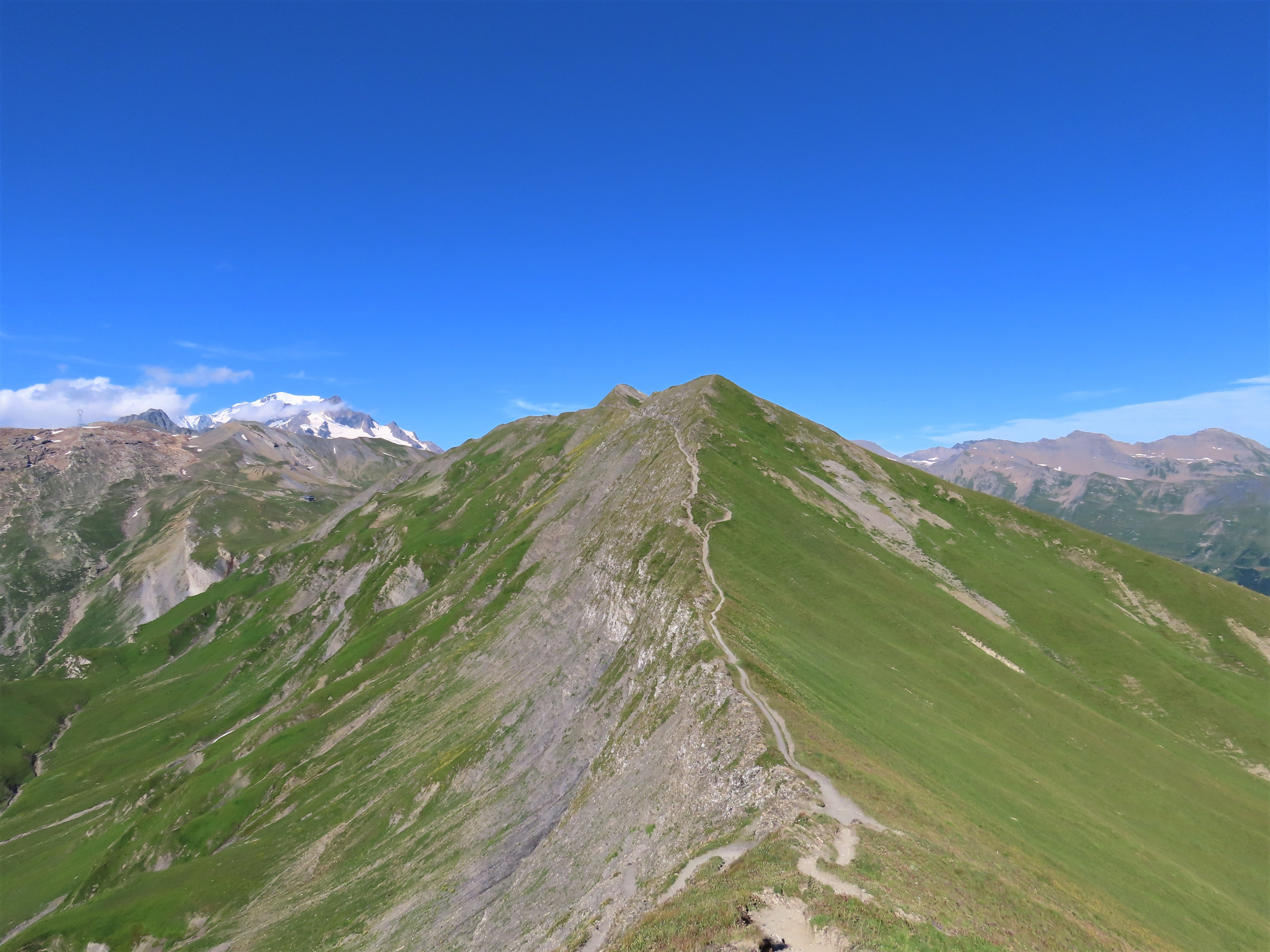
La crête des Gittes avec au loin le massif du Mont-Blanc à gauche et les Alpes grées à droite.

## Ascension
Elle est parcourue par un sentier de randonnée, portion du GR 5 et du GRP Tour du Beaufortain, accessible soit à partir du refuge de la Croix du Bonhomme au nord-est, soit à partir du refuge du Plan de la Lai ou du Cormet de Roselend via le col de la Sauce au sud-ouest,,.   

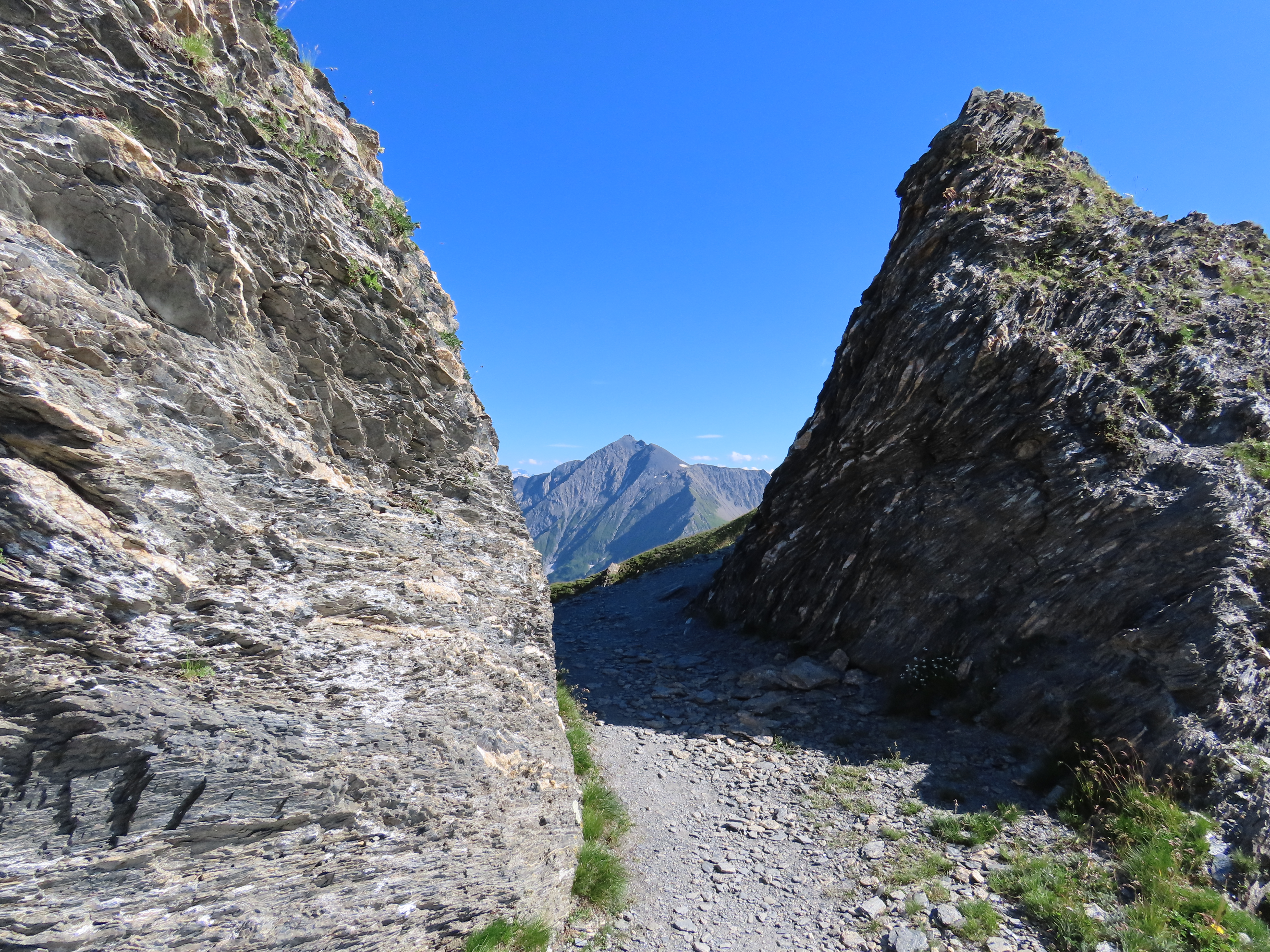
Passage taillé dans la crête avec la pointe de la Terrasse au loin.

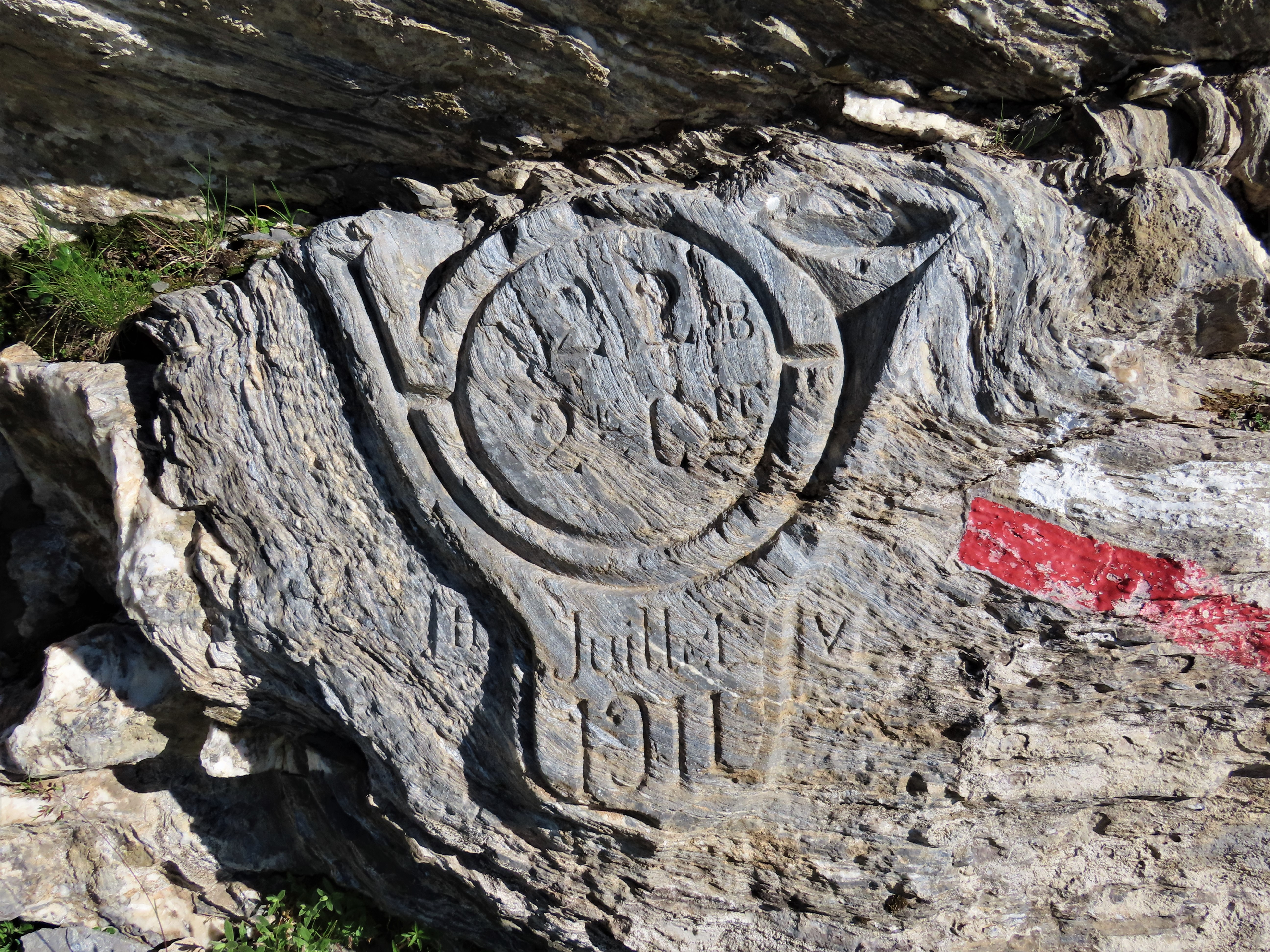
Stèle en souvenir du 22e bataillon de chasseurs alpins à l'origine du sentier sur la crête.